# Ofélia Fontes
Ofélia de Avelar Barros Fontes (São Paulo, 21 de agosto de 1902 - Rio de Janeiro, 21 de novembro de 1986) foi uma escritora brasileira.

## Biografia
Ofélia realizou publicações na temática infanto-juvenil. Alguns de seus livros em parceria com Narbal Fontes, com quem era casada desde 19 de abril de 1934, como Coração de Onça (1973), O Gigante de Botas (1974), e Cem noites Tapuias (1976), integraram a coleção da Série Vaga-Lume, da Editora Ática. Suas obras são consideradas educativas e são utilizadas em diversas escolas brasileiras, principalmente em atividades literárias como leitura e interpretação de texto.
Em 1976 Ofélia e Narbal Fontes foram agraciados com o 18.º Prêmio Jabuti na categoria literatura infantil. Em sua homenagem foi criado o prêmio literário FNLIJ Ofélia Fontes, distinção máxima da Fundação Nacional do Livro Infantil e Juvenil.

## Obras
- Vida de Santos Dumont, 1935 (com Narbal Fontes)
- Coração de Onça, 1951 (com Narbal Fontes)
- O Gigante de Botas, 1961 (com Narbal Fontes)
- Um reino sem mulheres, 1967 (com Narbal Fontes)
- Espírito do Sol, 1967 (com Narbal Fontes)[8]
- Cem Noites Tapuias, 1976 (com Narbal Fontes)
- Bicho Sete-Ciências: Viagem de um Jabuti através do Brasil, narrada por ele mesmo, 1984 (com Narbal Fontes)[9]